# Jacinta Kerketta

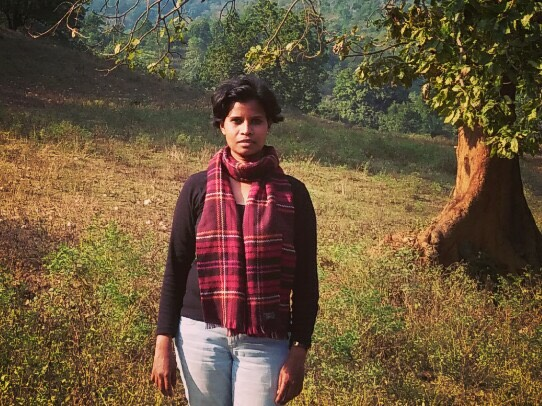
Jacinta Kerketta (2018)

Jacinta Kerketta (* 3. August 1983 in Khudpos, Bundesstaat Bihar, heute in Jharkhand, Indien) ist eine indische Journalistin und Lyrikerin. Sie verfasst Gedichte und journalistische Arbeiten in Hindi. Ihr lyrisches Werk ist Ausdruck des Protestes gegen die Verhältnisse, unter denen die Adivasi, eine indigene Gemeinschaft, in Indien leiden.

## Leben
Jacinta Kerketta wurde in Khudpos, einem Dorf im Distrikt Pashchimi Singhbhum geboren. Das Dorf liegt am Rand des Saranda-Waldgebietes an der Grenze zwischen den Bundesstaaten Jharkhand und Odisha. Kerketta gehört der indigenen Gemeinschaft der Oraon an. Ihr Vater arbeitete als Wachmann an einer kirchlichen Schule und war danach vorübergehend im Polizeidienst tätig.
Kerketta studierte ab 2006 das Fach „Massenkommunikation und Videoproduktion“ am St. Xavier’s College in Ranchi und schloss das Studium 2009 mit einem Bachelor-Examen ab. 2016 absolvierte sie den Masterstudiengang „Massenkommunikation“ an der Universität Ranchi. Nach eigener Angabe beschloss Kerketta Journalistin zu werden, nachdem sie Zeugin intensiver Gewalt wurde, der von lokalen Reportern keine Aufmerksamkeit geschenkt wurde. In den Jahren 2010 bis 2013 war sie als Reporterin bei der Ranchi-Ausgabe der Tageszeitung Dainik Jagran fest angestellt. 2014 arbeitete sie als Stipendiatin des UN-Entwicklungsprogrammes (UNDP) zum Thema „Adivasi und Bergbau in fünf Distrikten Jharkhands“. Seit 2019 ist sie freie Mitarbeiterin der Hindi-Ausgabe des indischen Nachrichtenportals „The Wire“ und für die Ranchi-Ausgabe der Tageszeitung Prabhat Khabar. Neben ihrer journalistischen Tätigkeit engagiert sich Kerketta als Sozialarbeiterin. Seit 2015 arbeitet sie in der Mädchenbildung in Adivasi-Dörfern der Distrikte Simdega und Khunti in Jharkhand Gefördert wird diese Tätigkeit unter anderem durch die Kutchina Foundation Kolkata.

## Literarisches Werk
Neben ihrer journalistischen Arbeit schreibt Kerketta Gedichte in der Sprache Hindi. Einzelne Gedichte wurden in bekannten Hindi-Literaturzeitschriften veröffentlicht, beispielsweise in der Zeitschrift „Naya Gyanoday“ der Literatur- und Forschungsorganisation Bharatiya Jnanpith (Delhi) oder in „Parichay“, dem Literaturmagazin der Banaras Hindu University in Varanasi. Eine erste Gedichtsammlung in Hindi wurde 2016 unter dem Titel „Angor“ veröffentlicht. Eine zweite Gedichtsammlung folgte 2018 mit dem Titel „Jadon ki Zamin“ (Land der Wurzeln). Auf Deutsch erschienen die zweisprachigen Gedichtbände „Glut“ (2016) und „Tiefe Wurzeln“ (2018).
Im Gedicht „Mein Adivasi-Sein“, verfasst zum Welttag der Indigenen Gemeinschaften 2020, befasst sich Kerketta mit ihrer Adivasi-Identität. Seit 2020 äußert sich Kerketta auch in Form von Essays, die sich unter anderem an die gebildeten Angehörigen der verschiedenen Adivasi-Gemeinschaften richten. Der selbstkritische Text „Zeit für die Adivasis, sich einige Fragen zu stellen“ ist in deutscher Übersetzung zugänglich.
Ihre Werke wurden auch ins Englische, Italienische und Französische übersetzt.

## Rezeption
Jacinta Kerkettas Werk wird als eine authentische Stimme der Adivasi gesehen. Im Fokus steht Kerkettas Heimatbundesstaat Jharkhand im östlichen Zentralindien. Dieser Bundesstaat mit einem überdurchschnittlich hohen Anteil an Adivasi (26 Prozent) wurde im Jahr 2000 durch Loslösung von Bihar geschaffen. Die Interessen der Großindustrie gefährden die Lebensgrundlage der Adivasi zunehmend. Der Konflikt wird nicht selten durch die Staatsgewalt gewaltsam ausgetragen. Diese Rahmenbedingungen prägen das Werk Kerkettas. Das stellt auch Kerstin Bachtler 2018 in einer Rezension des Lyrikbandes „Tiefe Wurzeln“ heraus: „Ihre besondere Leistung besteht darin, dass es ihr gelingt, die Hauptprobleme der Adivasi mit analytisch-realistischem Blick zu erfassen und in wenigen Sätzen abzubilden, wie zum Beispiel die Umweltzerstörung, den Verlust des Lebensraums und der ethnischen Identität“. Die Pressestimmen anlässlich von Kerkettas erster Lesereise in Deutschland im Jahr 2016 waren durchgehend positiv.

## Preise und Auszeichnungen
2014 sprach ihr die Nichtregierungsorganisation Asia Indigenous People’s Pact (AIPP) in Bangkok für ihre journalistische Arbeit den Preis Indigenous Voice of Asia zu. Im selben Jahr erhielt sie von der zivilgesellschaftlichen Organisation Jharkhand Indigenous Peoples Forum eine Auszeichnung für ihre Gedichte. Des Weiteren wurde sie ebenfalls 2014 von der Chotanagpur Cultural Association mit dem Preis Prerana Samman geehrt. Das Ravishankar Upadhyay Memorial Institute in Varanasi verlieh ihr 2015 den Ravishankar Upadhyay Memorial Youth Poetry Award, einem Preis für junge Lyriker. 2017 verlieh ihr die Tageszeitung Prabhat Khabar den Aparajita-Preis. 2019 erhielt sie von der Stiftung der Confederation of Indian Industry (CII) den Women Exemplar Recognition Award (Anerkennung als beispielhafte und vorbildliche Frau) zugesprochen. Im September 2024 schlug sie den Room to Read Young Author Award der Children’s Book Creator’ Awards aus Solidarität mit Gaza aus, da er von USAID gesponsert und der Veranstalter Room to read India Trust mit dem Waffenhersteller Boeing kooperiert.

## Veröffentlichungen
Deutsche Übersetzungen
- Glut. Gedichte Hindi-Deutsch. Übersetzung von Brigitte Komarek-Chhabra, Draupadi Verlag, Heidelberg 2016, ISBN 978-3-945191-09-5
- Tiefe Wurzeln.  Gedichte Hindi/Deutsch. Übersetzung von Vijay K. Chhabra, Draupadi Verlag, Heidelberg 2018, ISBN 978-3-945191-28-6

Italienische Übersetzungen
- Brace.  Miraggi Edizione Turin 2017

Französische Übersetzungen
- Angor. Éditions Banyan, Paris 2020

Englische Übersetzungen
- Angor. Verlag adivaani, Kalkutta 2016
- Jaroo Ki Zamin/Land of the Roots. Bharatiya Jnanpith, New Delhi 2018